# Der lustige Krieg (Quadrille)
Die Der lustige Krieg ist eine Quadrille von Johann Strauss Sohn (op. 402). Sie wurde am 14. Februar 1882 im Sofienbad-Saal in Wien erstmals aufgeführt.